# وحدة لحنية
الوحدة اللحنية هي القطعة الواقعة في إطار لحن واحد. الوحدة اللحنية وحدة ذات معنى معين أقل مبلغها الكلمة وأكثره العبارة الواحدة المركبة من كلمات كثيرة.
مثلا الجملة الفرنسية
مركبة من ثلاث وحدات لحنية تمثل الألفبائية الصوتية الدولية مفصولة بخط عمودي أو خطين للدلالة على الوقف الأصغر والوقف الأكبر. المقطع الأخير من كل وحدة لحنية في الفرنسية منبور. ذلك أن النبر في اللغة الفرنسية ليس صفة قطعية (صفة فونيمية) في الكلمة إنما صفة فوق قطعية تأخذها الكلمة من موقعها في الكلام.